# Sander Brugman
A.W.M. (Sander) Brugman (31-12-1944 - 19-01-2025) was een Nederlands politicus van D66.
Hij heeft in Leiden bestuurskunde gestudeerd en was 15 jaar werkzaam op het ministerie van binnenlandse zaken waarvan de laatste jaren als organisatieadviseur. Daarnaast zat hij vier jaar in de gemeenteraad van Benthuizen. In oktober 1982 werd Brugman de burgemeester van de Drentse gemeente Peize en in juni 1987 keerde hij terug naar Zuid-Holland in verband met zijn benoeming tot burgemeester van Bodegraven. Op 1 oktober 1998 gaf hij het burgemeesterschap op om voorzitter te worden van de christelijke ambtenarenbond CFO. Als gevolg van gezondheidsproblemen legde hij die functie anderhalf jaar later alweer neer.